# Spaceman (canción de The Killers)
«Spaceman» (en español, «astronauta») es una canción de la banda estadounidense de rock alternativo, The Killers. Fue escrita por los integrantes de la agrupación: Brandon Flowers, Dave Keuning, Mark Stoermer y Ronnie Vannucci Jr., vocalista, guitarrista, bajista y baterista de la banda, respectivamente. Fue producida por la banda y Stuart Price. La canción fue lanzada en el tercer álbum de estudio de la banda titulado Day & Age (2008) el 4 de noviembre de 2008, como descarga digital en iTunes, y como 7" y CD promocional en Estados Unidos. Esta canción fue el número 17 de la lista de 100 mejores sencillos de 2008 de la revista Rolling Stone.
El grupo comenzó a presentar la canción en sus conciertos durante su gira musical de 2008, y fue tocada en Saturday Night Live el 4 de octubre de 2008, junto con "Human". Además presentaron la canción el 4 de noviembre de 2008 Later... with Jools Holland en BBC2.
La canción fue lanzada como pista descargable para el videojuego Rock Band el 25 de noviembre de 2008.
Diversas fuentes mencionan que el significado de la canción está relacionado con un intento de suicidio fallido, la ambigüedad de la letra ha sido motivo de análisis. En un intento de suicidio la persona a la que se refiere la canción relata haber sido abducido por extraterrestres quienes le hacen pruebas y le hacen ver que piense bien su decisión, el suicida es salvado y falla en su intento lo cual lleva al coro principal que dice "ya sabes, estoy bien pero a veces aun escucho esas voces por la noche".

## Video musical
El video musical fue dirigido por el director estadounidense Ray Tintori, y muestra a Brandon Flowers caminando en medio de una fiesta que ocurre en una estructura amarrada extraña, adornada con luces blancas verticalmente. Varias criatura humanoides (todas vestidas coloridamente, similar a un carnaval) están bailando, ocasionalmente en grupo, pero usualmente de manera individual. Los otros tres miembros de la banda también pueden verse en la fiesta a lo largo del video. Cuando la mayor parte de la estructura es revelada, puede verse que se encuentra en medio de un gran espacio abierto, rodeado por el equipo de filmación del video.

## Lista de canciones
Promo CD
1. "Spaceman" (radio edit) – 4:13
2. "Spaceman" (álbum versión) – 4:44

UK 7" Picture Disc
1. "Spaceman" – 4:44
2. "Tidal Wave" – 4:14

12" Picture Disc (Edición limitada)
1. "Spaceman" – 4:44
2. "Four Winds" (Conor Oberst) – 3:56

 Alemania — CD/iTunes EP
1. "Spaceman" - 4:44
2. "Four Winds" (Conor Oberst) - 3:56
3. "Tidal Wave" - 4:14

Promo Remix CD
1. "Spaceman" (Bimbo Jones vocal mix) – 8:04
2. "Spaceman" (Bimbo Jones dub) – 8:03
3. "Spaceman" (Bimbo Jones radio edit) – 4:33

Promo Remix CD 2
1. "Spaceman" (Bimbo Jones Radio Mix) – 04:33
2. "Spaceman" (Bimbo Jones Vocal Mix) – 08:05
3. "Spaceman" (Lee Dagger Mix) – 09:03
4. "Spaceman" (Max Jackson Dub) – 06:26
5. "Spaceman" (Sander Van Doorn Alternative Mix) – 07:38
6. "Spacemen" (Sander Van Doorn Mix) – 06:38

## Popularidad
"Spaceman" debutó en el Billboard Hot 100 en el número 67 el 22 de noviembre de 2008. La canción salió de la lista la siguiente semana. El domingo 16 de febrero de 2009, "Spaceman" finalmente entró en el UK Singles Chart Top 40 en la posición número 40.

### Listas de popularidad
| Lista (2008/2009)                           | Máxima posición |
| ------------------------------------------- | --------------- |
| Alemania (Media Control AG)                 | 29              |
| Australia (ARIA Singles Chart)              | 62              |
| Austria (Ö3 Austria Top 40)                 | 44              |
| Bélgica (Flandes) (Ultratip Bubbling Under) | 6               |
| Canadá (Hot 100)                            | 47              |
| Eslovaquia (Rádio Top 100)                  | 49              |
| Estados Unidos (Billboard Hot 100)          | 67              |
| Estados Unidos (Alternative Airplay)        | 8               |
| Estados Unidos (Hot Dance Club Songs)       | 2               |
| Estados Unidos (Billboard Triple A)         | 17              |
| Irlanda (IRMA)                              | 33              |
| Israel (Media Forest)                       | 6               |
| Países Bajos (Dutch Top 40)                 | 22              |
| Reino Unido (UK Singles Chart)              | 40              |
| Suiza (Schweizer Hitparade)                 | 89              |